# فيفبرو
النقابة الدولية للاعبي كرة القدم المحترفين (بالفرنسية: Fédération Internationale des Associations de Footballeurs Professionnels )‏ وتعرف بالفيفبرو (بالإنجليزية:  FIFPro)‏ وهي النقابة المهتمة بشؤون لاعبي كرة القدم المحترفين في جميع أنحاء العالم. تأسست النقابة عام 1965، ويقع مقرها في هوفدوروب بهولندا.
تمثل النقابة أكثر من 65 ألف لاعب محترف. حيث تضم النقابة حاليا 65 عضواً، 3 أعضاء مرشحين و 5 مراقبين. ويرأسها حالياً الفرنسي فيليب بايت.

## التاريخ
في 15 ديسمبر 1965، التقى ممثلو الاتحادات الفرنسية والاسكتلندية والإنجليزية والإيطالية والهولندية للاعبين في باريس بهدف إنشاء اتحاد دولي للاعبي كرة القدم. في النصف الثاني من شهر يونيو مم عام 1966، انعقد أول مؤتمر لـ FIFPro في العاصمة الإنجليزية لندن، قبل بدء بطولة كأس العالم 1966. وبذلك تم اعتماد النظام الأساسي لـ FIFPro وتم تحديد الأهداف بدقة. كانت FIFPro مسؤولة عن زيادة التضامن بين لاعبي كرة القدم المحترفين واتحادات اللاعبين. حاولت FIFPro أن تقدم لاتحادات اللاعبين أو جمعيات المصالح الأخرى وسائل التشاور والتعاون المتبادل لتحقيق أهدافهم. بالإضافة إلى ذلك، رغب في تنسيق أنشطة المجموعات المنتسبة المختلفة من أجل تعزيز مصالح جميع لاعبي كرة القدم المحترفين. في الواقع، كان فيفبرو بالمثل يفكر في نشر حقوق لاعبي كرة القدم المحترفين والدفاع عنها. وبالتالي تم التركيز على حرية لاعب كرة القدم في أن يكون قادرًا على اختيار النادي الذي يختاره في نهاية عقده. كما تم النص على أن FIFPro ستكون مفيدة في كل المجالات المطلوبة لإنشاء جمعيات المصالح. هذه هي الأهداف التي لا تزال سارية حتى يومنا هذا.
تم الاتفاق في بداية الأمر على عقد المؤتمر كل أربع سنوات على الأقل، وتحديداً قبل منافسات كأس العالم. ومن أجل الموافقة على أي قانون، يجب أن يحصل الاقتراح على موافقة الأغلبية أي ثلثي الأصوات. لا يزال المؤتمر أهم جهاز إداري في FIFPro حتى يومنا هذا. سرعان ما بدا أنه كان من الضروري تنظيم مؤتمر سنويًا، وعدم قصر ذلك على مرة واحدة كل أربع سنوات. تم عقد العديد من المؤتمرات في غضون ذلك، على سبيل المثال في عام 1978 في مدريد وفي عام 1979 في أثينا والبندقية. في الثمانينيات والتسعينيات، تم تنظيم العديد من المؤتمرات التي لا تُنسى في جميع المدن الأوروبية الكبرى تقريبًا، مثل باريس وأثينا وميلانو ومانشستر وزيورخ وغنت ولشبونة وإدنبرة وكوبنهاغن وتل أبيب وروما وجوهانسبرغ وبرشلونة وسانتياغو وبودابست وكوالالمبور. وكان آخر مؤتمر عقد في سيدني بأستراليا في نوفمبر 2019.
أهداف FIFPro تدل على عدم الاكتفاء بالاتحاد الدولي لكرة القدم كشريك، بل تشمل شراكة الاتحاد الأوروبي لكرة القدم على وجه الخصوص، وكذلك البرلمان الأوروبي والمفوضية الأوروبية، فهم يمثلون شركاء مهمين في سبيل تحقيق أهداف المنظمة. كذلك، بدأت الاتحادات الوطنية تدرك وتقدر دور FIFPro بشكل متزايد جنباً إلى جنب مع اتحاد اللاعبين الوطنيين.
في السنوات الأخيرة، نمت FIFPro من منظمة أوروبية وأصبحت منظمة عالمية، بعدما قامت FIFPro بدعم الكثير البلدان في القارات الأخرى - آسيا / أوقيانوسيا وأفريقيا وأمريكا الجنوبية - في جهودها لإنشاء اتحادات اللاعبين الوطنيين. ففي أكتوبر 2012، رحبت FIFPro باتحادات لاعبي كرة القدم في كرواتيا وجمهورية التشيك والجبل الأسود وأوكرانيا كأحدث أعضائها الجدد المنتسبين إليها.
وفي عام 2013، تقدمت FIFPro بطعن قانوني ضد نظام الانتقالات اللاعبين. عينها صرح فيليب بيات رئيس FIFPro قائلاً: «فشل نظام الانتقالات في 99٪ من صفقات انتقال اللاعبين حول العالم، وأخفق في عمله بصناعة كرة القدم، وفشل في إدارة اللعبة الأكثر شعبية في العالم». ووفقًا للرئيس الأوروبي لـ FIFPro الإنجليزي بوبي بارنز، يتم دفع 28٪ من أموال رسوم الانتقالات للوكلاء، ولا يتم الدفع لكثير من اللاعبين في الوقت المحدد أو على الإطلاق. وهو يدعي أن هذا الأمر يؤدي إلى كون هؤلاء اللاعبين «أهدافًا ضعيفة لعصابات الجريمة، التي تحرض على التلاعب بنتائج المباريات وتهدد وجود مسابقات كرة قدم موثوقة». كذلك قال مات سلاتر في مقال له في هيئة الإذاعة البريطانية: إن «لاعبي كرة القدم المحترفين لا يتمتعون بنفس الحريات التي يتمتع بها كل عمال الاتحاد الأوروبي تقريبًا»، وأن «اللاعبين ينظرون إلى الرياضة الأمريكية، ويتساءلون لماذا لا تزال آفاق حياتهم المهنية مقيدة برسوم الانتقالات وتكاليف التعويض». ويجادل بوبي بارنز بأن «النظام الحالي يشجع نماذج الاستثمار المضاربة وغير المستدامة وغير الأخلاقية وغير القانونية مثل ملكية الأطراف الثالثة للاعبين».

## مجلس الإدارة الحالي
يتكون مجلس الإدارة من أحد عشر عضوًا، بما في ذلك الرئيس فيليب بيات خلال الفترة (2013-2017). والذي أصبح رئيسًا منذ مؤتمر FIFPro في ليوبليانا في أكتوبر عام 2013. أعضاء مجلس الإدارة الحالي هم:
- الرئيس:  فيليب بايت
- نائب الرئيس:  فرانسيس أواريتيفي [13]
- أعضاء مجلس الإدارة:
  -  بوبي بارنز
  -  لويس إيفيرارد
  -  ليوناردو جروسو
  -  مادس أولاند
  -  فرناندو ريفيلا
  -  لويس روبياليس
  -  ديان ستيفانوفيتش.
- نائب الرئيس:  جوناس باير-هوفمان[14]

في عام 1998، ولأول مرة في تاريخ FIFPro، تم انتخاب عضو مجلس إدارة من قبل الجمعية العامة.

## الأعضاء
تأسست منظمة الفيفبرو في 15 ديسمبر 1965، وتضم حالياً 63 عضوًا كاملاً، وعضو واحد خاص، و 3 أعضاء مرشحون و 6 أعضاء مراقبين. عند الترقية إلى المستوى التالي، يوقع الأعضاء الجدد اتفاقية انتساب تعزز الولاء والنزاهة والإنصاف بالإضافة إلى مبادئ الحوكمة الرشيدة، بما في ذلك الاتصالات المفتوحة والشفافة والعمليات الديمقراطية والضوابط والتوازنات والتضامن والمسؤولية الاجتماعية للشركات.
تجدر الإشارة إلى أن البرازيل وألمانيا ليستا عضوين في FIFPro على الرغم من مكانتهما في كرة القدم.

### الأعضاء الدائمين
| - الأرجنتين - أستراليا - النمسا - بلجيكا - بوليفيا - بوتسوانا - بلغاريا - الكاميرون - تشيلي - كولومبيا - كوستاريكا - ساحل العاج - كرواتيا - قبرص - جمهورية التشيك - الدنمارك - جمهورية الكونغو الديمقراطية - الإكوادور - مصر - إنجلترا - فنلندا - فرنسا - الغابون - غانا - اليونان - غواتيمالا - هندوراس - المجر - إندونيسيا - الهند - جمهورية أيرلندا - إسرائيل - إيطاليا | - اليابان - كينيا - ماليزيا - مالطا - المكسيك - الجبل الأسود - المغرب - هولندا - نيوزيلندا - مقدونيا - النرويج - بنما - باراغواي - بيرو - الفلبين - بولندا - البرتغال - قطر - رومانيا - روسيا - إسكتلندا - صربيا - سلوفينيا - جنوب إفريقيا - إسبانيا - السويد - سويسرا - أوكرانيا - الولايات المتحدة - الأوروغواي - فنزويلا - زيمبابوي |

### الأعضاء المترشحين
- البوسنة والهرسك
- سلوفاكيا
- زامبيا

### المراقبون
| - الصين - آيسلندا - كازاخستان | - كوريا الجنوبية - تونس |

## الجوائز

### جائزة الفريق المثالي لفيفا فيفبرو

#### حسب الموسم
أسماء اللاعبين المكتوبة بخط عريض تدل على فورزه بجائزة جائزة الكرة الذهبية أو كرة الفيفا الذهبية أو جائزة الأفضل في نفس العام.
| الموسم | الحارس                         | الدفاع | الوسط | الهجوم                                                                                                 |
| ------ | ------------------------------ | --- | --- | --- |
| 2005   | ديدا (إيه سي ميلان)            | باولو مالديني (إيه سي ميلان) جون تيري (تشيلسي) أليساندرو نيستا (إيه سي ميلان) كافو (إيه سي ميلان)                                 | زين الدين زيدان (ريال مدريد) كلود ماكيليلي (تشيلسي) فرانك لامبارد (تشيلسي)                                   | رونالدينيو (نادي برشلونة) صامويل إيتو (نادي برشلونة) أندري شيفتشينكو (إيه سي ميلان)                    |
| 2006   | جانلويجي بوفون (يوفنتوس)       | جانلوكا زامبروتا (يوفنتوس/نادي برشلونة) جون تيري (تشيلسي) فابيو كانافارو (يوفنتوس/ريال مدريد) ليليان تورام (يوفنتوس/نادي برشلونة) | زين الدين زيدان (ريال مدريد) كاكا (إيه سي ميلان) أندريا بيرلو (إيه سي ميلان)                                 | رونالدينيو (نادي برشلونة) صامويل إيتو (نادي برشلونة) تييري هنري (نادي أرسنال)                          |
| 2007   | جانلويجي بوفون (يوفنتوس)       | أليساندرو نيستا (إيه سي ميلان) جون تيري (تشيلسي) فابيو كانافارو (ريال مدريد) كارليس بويول (نادي برشلونة)                          | كريستيانو رونالدو (مانشستر يونايتد) كاكا (إيه سي ميلان) ستيفن جيرارد (نادي ليفربول)                          | رونالدينيو (نادي برشلونة) ديدييه دروغبا (تشيلسي) ليونيل ميسي (نادي برشلونة)                            |
| 2008   | إيكر كاسياس (ريال مدريد)       | ريو فرديناند (مانشستر يونايتد) جون تيري (تشيلسي) كارليس بويول (نادي برشلونة) سيرخيو راموس (ريال مدريد)                            | كاكا (إيه سي ميلان) تشافي هيرنانديز (نادي برشلونة) ستيفن جيرارد (نادي ليفربول)                               | كريستيانو رونالدو (مانشستر يونايتد) فرناندو توريس (ليفربول) ليونيل ميسي (نادي برشلونة)                 |
| 2009   | إيكر كاسياس (ريال مدريد)       | باتريس إيفرا (مانشستر يونايتد) جون تيري (تشيلسي) نيمانيا فيديتش (مانشستر يونايتد) داني ألفيس (نادي برشلونة)                       | أندريس إنييستا (نادي برشلونة) تشافي هيرنانديز (نادي برشلونة) ستيفن جيرارد (نادي ليفربول)                     | كريستيانو رونالدو (مانشستر يونايتد/ريال مدريد) فرناندو توريس (نادي ليفربول) ليونيل ميسي (نادي برشلونة) |
| 2010   | إيكر كاسياس (ريال مدريد)       | كارليس بويول (نادي برشلونة) جيرارد بيكيه (نادي برشلونة) لوسيو (إنتر ميلان) مايكون (إنتر ميلان)                                    | أندريس إنييستا (نادي برشلونة) تشافي هيرنانديز (نادي برشلونة) ويسلي سنايدر (إنتر ميلان)                       | كريستيانو رونالدو (ريال مدريد) دافيد فيا (نادي فالنسيا/نادي برشلونة) ليونيل ميسي (نادي برشلونة)        |
| 2011   | إيكر كاسياس (ريال مدريد)       | سيرخيو راموس (ريال مدريد) جيرارد بيكيه (نادي برشلونة) نيمانيا فيديتش (مانشستر يونايتد) داني ألفيس (نادي برشلونة)                  | أندريس إنييستا (نادي برشلونة) تشافي هيرنانديز (نادي برشلونة) تشابي ألونسو (ريال مدريد)                       | كريستيانو رونالدو (ريال مدريد) واين روني (مانشستر يونايتد) ليونيل ميسي (نادي برشلونة)                  |
| 2012   | إيكر كاسياس (ريال مدريد)       | مارسيلو (ريال مدريد) سيرخيو راموس (ريال مدريد) جيرارد بيكيه (نادي برشلونة) داني ألفيس (نادي برشلونة)                              | أندريس إنييستا (نادي برشلونة) تشافي هيرنانديز (نادي برشلونة) تشابي ألونسو (ريال مدريد)                       | كريستيانو رونالدو (ريال مدريد) راداميل فالكاو (أتلتيكو مدريد) ليونيل ميسي (نادي برشلونة)               |
| 2013   | مانويل نوير (بايرن ميونخ)      | فيليب لام (بايرن ميونخ) سيرخيو راموس (ريال مدريد) تياغو سيلفا (باريس سان جيرمان) داني ألفيس (نادي برشلونة)                        | أندريس إنييستا (نادي برشلونة) تشافي هيرنانديز (نادي برشلونة) فرانك ريبيري (بايرن ميونخ)                      | كريستيانو رونالدو (ريال مدريد) زلاتان إبراهيموفيتش (باريس سان جيرمان) ليونيل ميسي (نادي برشلونة)       |
| 2014   | مانويل نوير (بايرن ميونخ)      | فيليب لام (بايرن ميونخ) سيرخيو راموس (ريال مدريد) تياغو سيلفا (باريس سان جيرمان) دافيد لويز (تشيلسي/باريس سان جيرمان)             | أندريس إنييستا (نادي برشلونة) توني كروس (بايرن ميونخ/ريال مدريد) أنخيل دي ماريا (ريال مدريد/مانشستر يونايتد) | كريستيانو رونالدو (ريال مدريد) آريين روبن (بايرن ميونخ) ليونيل ميسي (نادي برشلونة)                     |
| 2015   | مانويل نوير (بايرن ميونخ)      | مارسيلو (ريال مدريد) سيرخيو راموس (ريال مدريد) تياغو سيلفا (باريس سان جيرمان) داني ألفيس (نادي برشلونة)                           | أندريس إنييستا (نادي برشلونة) بول بوغبا (يوفنتوس) لوكا مودريتش (ريال مدريد)                                  | كريستيانو رونالدو (ريال مدريد) نيمار (نادي برشلونة) ليونيل ميسي (نادي برشلونة)                         |
| 2016   | مانويل نوير (بايرن ميونخ)      | مارسيلو (ريال مدريد) سيرخيو راموس (ريال مدريد) جيرارد بيكيه (نادي برشلونة) داني ألفيس (نادي برشلونة/يوفنتوس)                      | أندريس إنييستا (نادي برشلونة) توني كروس (ريال مدريد) لوكا مودريتش (ريال مدريد)                               | كريستيانو رونالدو (ريال مدريد) لويس سواريز (نادي برشلونة) ليونيل ميسي (نادي برشلونة)                   |
| 2017   | جانلويجي بوفون (يوفنتوس)       | مارسيلو (ريال مدريد) سيرخيو راموس (ريال مدريد) ليوناردو بونوتشي (يوفنتوس/إيه سي ميلان) داني ألفيس (يوفنتوس/باريس سان جيرمان)      | أندريس إنييستا (نادي برشلونة) توني كروس (ريال مدريد) لوكا مودريتش (ريال مدريد)                               | كريستيانو رونالدو (ريال مدريد) نيمار (نادي برشلونة/باريس سان جيرمان) ليونيل ميسي (نادي برشلونة)        |
| 2018   | دافيد دي خيا (مانشستر يونايتد) | مارسيلو (ريال مدريد) سيرخيو راموس (ريال مدريد) رافاييل فاران (ريال مدريد) داني ألفيس (باريس سان جيرمان)                           | إدين هازارد (تشيلسي) نغولو كانتي (تشيلسي) لوكا مودريتش (ريال مدريد)                                          | كريستيانو رونالدو (ريال مدريد/يوفنتوس) كيليان مبابي (باريس سان جيرمان) ليونيل ميسي (نادي برشلونة)      |
| 2019   | أليسون بيكر (نادي ليفربول)     | مارسيلو (ريال مدريد) سيرخيو راموس (ريال مدريد) فيرجيل فان ديك (نادي ليفربول) ماتيس دي ليخت (أياكس/يوفنتوس)                        | إدين هازارد (تشيلسي/ريال مدريد) فرينكي دي يونغ (أياكس/نادي برشلونة) لوكا مودريتش (ريال مدريد)                | كريستيانو رونالدو (يوفنتوس) كيليان مبابي (باريس سان جيرمان) ليونيل ميسي (نادي برشلونة)                 |
| 2020   | أليسون بيكر (نادي ليفربول)     | ترنت ألكساندر-أرنولد (نادي ليفربول) سيرخيو راموس (ريال مدريد) فيرجيل فان ديك (نادي ليفربول) ألفونسو ديفيس (بايرن ميونخ)           | يوزوا كيميش (بايرن ميونخ) كيفين دي بروين (مانشستر سيتي) تياغو ألكانتارا (بايرن ميونخ/نادي ليفربول)           | كريستيانو رونالدو (يوفنتوس) روبرت ليفاندوفسكي (بايرن ميونخ) ليونيل ميسي (نادي برشلونة)                 |

#### حسب اللاعبين
| #  | اللاعب            | العدد | السنوات (الغامق حصل على جائزة أفضل لاعب)                                           | النادي/الأندية                          |
| -- | ----------------- | ----- | ---------------------------------------------------------------------------------- | --------------------------------------- |
| 1  | كريستيانو رونالدو | 14    | 2007, 2008, 2009, 2010, 2011, 2012, 2013, 2014, 2015, 2016, 2017, 2018, 2019, 2020 | مانشستر يونايتد، ريال مدريد، يوفنتوس    |
| 1  | ليونيل ميسي       | 14    | 2007, 2008, 2009, 2010, 2011, 2012, 2013, 2014, 2015, 2016, 2017, 2018, 2019, 2020 | نادي برشلونة                            |
| 3  | سيرخيو راموس      | 11    | 2008, 2011, 2012, 2013, 2014, 2015, 2016, 2017, 2018, 2019, 2020                   | ريال مدريد                              |
| 4  | أندريس إنييستا    | 9     | 2009, 2010, 2011, 2012, 2013, 2014, 2015, 2016, 2017                               | نادي برشلونة                            |
| 5  | داني ألفيس        | 8     | 2009, 2011, 2012, 2013, 2015, 2016, 2017, 2018                                     | نادي برشلونة، يوفنتوس، باريس سان جيرمان |
| 6  | تشافي هيرنانديز   | 6     | 2008, 2009, 2010, 2011, 2012, 2013                                                 | نادي برشلونة                            |
| 6  | مارسيلو           | 6     | 2012, 2015, 2016, 2017, 2018, 2019                                                 | ريال مدريد                              |
| 8  | جون تيري          | 5     | 2005, 2006, 2007, 2008, 2009                                                       | تشيلسي                                  |
| 8  | إيكر كاسياس       | 5     | 2008, 2009, 2010, 2011, 2012                                                       | ريال مدريد                              |
| 8  | لوكا مودريتش      | 5     | 2015, 2016, 2017, 2018, 2019                                                       | ريال مدريد                              |
| 11 | جيرارد بيكيه      | 4     | 2010, 2011, 2012, 2016                                                             | نادي برشلونة                            |
| 11 | مانويل نوير       | 4     | 2013, 2014, 2015, 2016                                                             | بايرن ميونخ                             |
| 13 | رونالدينيو        | 3     | 2005, 2006, 2007                                                                   | نادي برشلونة                            |
| 13 | كاكا              | 3     | 2006, 2007, 2008                                                                   | إيه سي ميلان                            |
| 13 | جانلويجي بوفون    | 3     | 2006, 2007, 2017                                                                   | يوفنتوس                                 |
| 13 | ستيفن جيرارد      | 3     | 2007, 2008, 2009                                                                   | نادي ليفربول                            |
| 13 | كارليس بويول      | 3     | 2007, 2008, 2010                                                                   | نادي برشلونة                            |
| 13 | تياغو سيلفا       | 3     | 2013, 2014, 2015                                                                   | باريس سان جيرمان                        |
| 13 | توني كروس         | 3     | 2014, 2016, 2017                                                                   | بايرن ميونخ، ريال مدريد                 |

#### حسب الأندية
- الخط المائل يستخدم للدلالة على لاعبين لعبوا لعدة أندية، وتم فصل مشاركاتهم وفقًا لأنديتهم.

| #  | النادي           | العدد | اللاعبين |
| -- | ---------------- | ----- | --- |
| 1  | نادي برشلونة     | 54    | ليونيل ميسي (14), أندريس إنييستا (9), تشافي هيرنانديز (6), داني ألفيس (6), جيرارد بيكيه (4), كارليس بويول (3), رونالدينيو (3), صامويل إيتو (2), نيمار (2), ليليان تورام (1), دافيد فيا (1), جانلوكا زامبروتا (1), لويس سواريز (1), فرينكي دي يونغ (1) |
| 2  | ريال مدريد       | 52    | كريستيانو رونالدو (14), سيرخيو راموس (11), مارسيلو (6), إيكر كاسياس (5), لوكا مودريتش (5), توني كروس (3), زين الدين زيدان (2), فابيو كانافارو (2), تشابي ألونسو (2), أنخيل دي ماريا (1), رافاييل فاران (1), إدين هازارد (1)                           |
| 3  | يوفنتوس          | 14    | جانلويجي بوفون (3), كريستيانو رونالدو (3),داني ألفيس (2), فابيو كانافارو (1), بول بوغبا (1), ليليان تورام (1), جانلوكا زامبروتا (1), ليوناردو بونوتشي (1), ماتيس دي ليخت (1)                                                                          |
| 4  | بايرن ميونخ      | 13    | مانويل نوير (4), فيليب لام (2), فرانك ريبيري (1), آريين روبن (1), توني كروس (1), تياغو ألكانتارا (1), ألفونسو ديفيس (1), يوزوا كيميش (1), روبرت ليفاندوفسكي (1)                                                                                       |
| 5  | تشيلسي           | 12    | جون تيري (5), إدين هازارد (2), ديدييه دروغبا (1), فرانك لامبارد (1), كلود ماكيليلي (1), دافيد لويز (1), نغولو كانتي (1) |
| 6  | إيه سي ميلان     | 11    | كاكا (3), أليساندرو نيستا (2), كافو (1), ديدا (1), باولو مالديني (1), أندريا بيرلو (1), أندري شيفتشينكو (1), ليوناردو بونوتشي (1) |
| 6  | نادي ليفربول     | 11    | ستيفن جيرارد (3), فرناندو توريس (2), أليسون بيكر (2), فيرجيل فان ديك (2), ترنت ألكساندر-أرنولد (1), تياغو ألكانتارا (1) |
| 8  | مانشستر يونايتد  | 10    | كريستيانو رونالدو (3), نيمانيا فيديتش (2), باتريس إيفرا (1), ريو فرديناند (1), واين روني (1), أنخيل دي ماريا (1), دافيد دي خيا (1) |
| 8  | باريس سان جيرمان | 10    | تياغو سيلفا (3), داني ألفيس (2), كيليان مبابي (2), زلاتان إبراهيموفيتش (1), دافيد لويز (1), نيمار (1) |
| 10 | إنتر ميلان       | 3     | لوسيو (1), مايكون (1), ويسلي سنايدر (1) |
| 11 | أياكس أمستردام   | 2     | ماتيس دي ليخت (1), فرينكي دي يونغ (1) |
| 12 | نادي أرسنال      | 1     | تييري هنري (1) |
| 12 | أتلتيكو مدريد    | 1     | راداميل فالكاو (1) |
| 12 | مانشستر سيتي     | 1     | كيفين دي بروين (1) |
| 12 | نادي فالنسيا     | 1     | دافيد فيا (1) |

#### حسب البلد
| #                           | البلد                      | العدد                   | اللاعبين |
| --------------------------- | -------------------------- | ----------------------- | --- |
| 1                           | منتخب إسبانيا لكرة القدم   | 45                      | سيرخيو راموس (11), أندريس إنييستا (9), تشافي هيرنانديز (6), إيكر كاسياس (5), جيرارد بيكيه (4), كارليس بويول (3), تشابي ألونسو (2), فرناندو توريس (2), دافيد فيا (1), دافيد دي خيا (1), تياغو ألكانتارا (1) |
| 2                           | منتخب البرازيل لكرة القدم  | 32                      | داني ألفيس (8), مارسيلو (6), كاكا (3), رونالدينيو (3), تياغو سيلفا (3), نيمار (2), أليسون بيكر (2), كافو (1), دافيد لويز (1), ديدا (1), لوسيو (1), مايكون (1)                                              |
| 3                           | منتخب الأرجنتين لكرة القدم | 15                      | ليونيل ميسي (14), أنخيل دي ماريا (1) |
| 4                           | منتخب البرتغال لكرة القدم  | 14                      | كريستيانو رونالدو (14) |
| 5                           | منتخب فرنسا لكرة القدم     | 12                      | زين الدين زيدان (2), كيليان مبابي (2), باتريس إيفرا (1), تييري هنري (1), كلود ماكيليلي (1), بول بوغبا (1), فرانك ريبيري (1), ليليان تورام (1), نغولو كانتي (1), رافاييل فاران (1)                          |
| 5                           | منتخب إنجلترا لكرة القدم   | 12                      | جون تيري (5), ستيفن جيرارد (3), ريو فرديناند (1), فرانك لامبارد (1), واين روني (1), ترنت ألكساندر-أرنولد (1)                                                                                               |
| 6                           | منتخب إيطاليا لكرة القدم   | 11                      | جانلويجي بوفون (3), أليساندرو نيستا (2), فابيو كانافارو (2), ليوناردو بونوتشي (1), باولو مالديني (1), أندريا بيرلو (1), جانلوكا زامبروتا (1)                                                               |
| 8                           | منتخب ألمانيا لكرة القدم   | 10                      | مانويل نوير (4), توني كروس (3), فيليب لام (2), يوزوا كيميش (1) |
| 9                           | منتخب هولندا لكرة القدم    | 6                       | فيرجيل فان ديك (2), آريين روبن (1), ويسلي سنايدر (1), ماتيس دي ليخت (1), فرينكي دي يونغ (1) |
| 10                          | منتخب كرواتيا لكرة القدم   | 5                       | لوكا مودريتش (5) |
| 11                          | منتخب بلجيكا لكرة القدم    | 3                       | إدين هازارد (2), كيفين دي بروين (1) |
| 12                          | منتخب الكاميرون لكرة القدم | 2                       | صامويل إيتو (2) |
| 12                          | منتخب صربيا لكرة القدم     | 2                       | نيمانيا فيديتش (2) |
| 14                          |                            |                         | |
| منتخب كندا لكرة القدم       | 1                          | ألفونسو ديفيس (1)       | |
| منتخب كولومبيا لكرة القدم   | 1                          | راداميل فالكاو (1)      | |
| منتخب ساحل العاج لكرة القدم | 1                          | ديدييه دروغبا (1)       | |
| منتخب بولندا لكرة القدم     | 1                          | روبرت ليفاندوفسكي (1)   | |
| منتخب السويد لكرة القدم     | 1                          | زلاتان إبراهيموفيتش (1) | |
| منتخب أوكرانيا لكرة القدم   | 1                          | أندري شيفتشينكو (1)     | |
| منتخب الأوروغواي لكرة القدم | 1                          | لويس سواريز (1)         | |

#### حسب القارات
| # | القارة          | العدد | الدول |
| - | --------------- | ----- | --- |
| 1 | أوروبا          | 115   | إسبانيا (43)، البرتغال (13)، فرنسا (12)، إنجلترا (11)، إيطاليا (11)، ألمانيا (9)، كرواتيا (5)، هولندا (5)، بلجيكا (2)، صربيا (2)، بولندا (1)، السويد (1)، أوكرانيا (1) |
| 2 | أمريكا الجنوبية | 47    | البرازيل (31)، الأرجنتين (14)، كولومبيا (1)، أوروغواي (1) |
| 3 | أفريقيا         | 3     | الكاميرون (2), ساحل العاج (1) |
| 4 | أمريكا الشمالية | 1     | كندا (1) |

### جائزة الفريق المثالي لفيفا فيفبرو للسيدات

#### حسب الموسم
أسماء اللاعبين المكتوبة بخط عريض تدل على فورزه بجائزة جائزة الكرة الذهبية أو كرة الفيفا الذهبية أو جائزة الأفضل في نفس العام.
| الموسم | الحارس                                  | الدفاع | الوسط                                                                                     | الهجوم |
| ------ | --------------------------------------- | --- | ----------------------------------------------------------------------------------------- | --- |
| 2015   | هوب سولو (سياتل رين)                    | ويندي رينار (ليون) ميغان كلينجنبرج (هوستن داش) قاديشا بوكانان (وست فرجينيا ماونتينيرز) جولي إرتز (شيكاغو رد ستارز) | كارلي لويد (هوستن داش) أماندين هنري (ليون) أيا مياما (أوكاياما يونغ بيلا)                 | سيليا شاشيتش (فرانكفورت) أوجين لي سومر (ليون) آنيا ميتاغ (روزنغارد/باريس سان جيرمان)                                       |
| 2016   | هوب سولو (سياتل رين)                    | آلي كرايغر (أورلاندو برايد) ويندي رينار (ليون) نيللا فيتشر (فولفسبورغ) ليوني ماير (بايرن ميونخ)                    | مارتا (روزنغارد) كارلي لويد (مانشستر سيتي\|هوستن داش) دزينيفر ماروزسان (فرانكفورت/ليون)   | أوجين لي سومر (ليون) آدا هيغربرغ (ليون) أليكس مورغان (أورلاندو برايد)                                                      |
| 2017   | هيدفيج ليندال (تشيلسي)                  | لوسي برونز (مانشستر سيتي/ليون) ويندي رينار (ليون) نيللا فيتشر (فولفسبورغ) إيرين باريديس (باريس سان جيرمان)         | مارتا (أورلاندو برايد) كاميل أبيلي (ليون) دزينيفر ماروزسان (ليون)                         | بيرنيل هاردا (فولفسبورغ) أليكس مورغان (ليون/أورلاندو برايد) ليكه مارتينس (روزنغارد/برشلونة لكرة القدم للسيدات)             |
| 2019   | ساري فان فينندال (أرسنال/أتلتيكو مدريد) | ويندي رينار (ليون) لوسي برونز (ليون) كيلي أوهارا (يوتا رويالز) نيللا فيتشر (فولفسبورغ/لينكوبينجز)                  | أماندين هنري (ليون) روز لافيل (واشنطن سبيريت) جولي إرتز (شيكاغو رد ستارز)                 | أليكس مورغان (أورلاندو برايد) ميغان رابينو (سياتل رين) مارتا (أورلاندو برايد)                                              |
| 2020   | كريستيان إندلر (باريس سان جيرمان)       | ميللي برايت (تشيلسي) لوسي برونز (ليون/مانشستر سيتي) ويندي رينار (ليون)                                             | باربرا بونانسي (يوفنتوس) فيرونيكا بوكيتي (يوتا رويالز/إيه سي ميلان) دلفين كسكارينو (ليون) | بيرنيل هاردا (فولفسبورغ/تشيلسي) توبين هيث (بورتلاند ثورنز/مانشستر يونايتد) فيفيان ميديما (أرسنال) ميغان رابينو (سياتل رين) |

#### حسب اللاعبين
| # | اللاعب           | العدد | السنوات (الغامق حصل على جائزة أفضل لاعب) | النادي/الأندية           |
| - | ---------------- | ----- | ---------------------------------------- | ------------------------ |
| 1 | ويندي رينار      | 5     | 2015, 2016, 2017, 2019, 2020             | ليون                     |
| 2 | نيللا فيتشر      | 3     | 2016, 2017, 2019                         | فولفسبورغ، لينكوبينجز    |
| 2 | مارتا            | 3     | 2016, 2017, 2019                         | روزنغارد، أورلاندو برايد |
| 2 | أليكس مورغان     | 3     | 2016, 2017, 2019                         | ليون، أورلاندو برايد     |
| 2 | لوسي برونز       | 3     | 2017, 2019, 2020                         | مانشستر سيتي، ليون       |
| 6 | أماندين هنري     | 2     | 2015, 2019                               | ليون                     |
| 6 | أوجين لي سومر    | 2     | 2015, 2016                               | ليون                     |
| 6 | كارلي لويد       | 2     | 2015, 2016                               | هوستن داش                |
| 6 | دزينيفر ماروزسان | 2     | 2016, 2017                               | فرانكفورت، ليون          |
| 6 | هوب سولو         | 2     | 2015, 2016                               | سياتل رين                |
| 6 | جولي إرتز        | 2     | 2015, 2019                               | شيكاغو رد ستارز          |
| 6 | بيرنيل هاردا     | 2     | 2017, 2020                               | فولفسبورغ، تشيلسي        |
| 6 | ميغان رابينو     | 2     | 2019, 2020                               | سياتل رين                |

#### حسب الأندية
- الخط المائل يستخدم للدلالة على لاعبين لعبوا لعدة أندية، وتم فصل مشاركاتهم وفقًا لأنديتهم.

| #  | النادي                 | العدد | اللاعبين |
| -- | ---------------------- | ----- | --- |
| 1  | ليون                   | 18    | ويندي رينار (5), لوسي برونز (3), أوجين لي سومر (2), أماندين هنري (2), دزينيفر ماروزسان (2), آدا هيغربرغ (1), أليكس مورغان (1), كاميل أبيلي (1), كسكارينو (1) |
| 2  | أورلاندو برايد         | 6     | أليكس مورغان (3), مارتا (2), آلي كرايغر (1) |
| 3  | فولفسبورغ              | 5     | نيللا فيتشر (3), بيرنيل هاردا (2) |
| 4  | سياتل رين              | 4     | سولو (2), ميغان رابينو (2) |
| 5  | تشيلسي                 | 3     | هيدفيج ليندال (1), بيرنيل هاردا (1), ميللي برايت (1) |
| 5  | هوستن داش              | 3     | كارلي لويد (2), كلينجنبرج (1) |
| 5  | باريس سان جيرمان       | 3     | آنيا ميتاغ (1), إيرين باريديس (1), إندلر (1) |
| 5  | روزنغارد               | 3     | آنيا ميتاغ (1), مارتا (1), ليكه مارتينس (1) |
| 9  | أرسنال                 | 2     | فان فينندال (1), فيفيان ميديما (1) |
| 9  | شيكاغو رد ستارز        | 2     | إرتز (2) |
| 9  | فرانكفورت              | 2     | سيليا شاشيتش (1), دزينيفر ماروزسان (1) |
| 9  | مانشستر سيتي           | 2     | لوسي برونز (2) |
| 9  | يوتا رويالز            | 2     | كيلي أوهارا (1), بوكيتي (1) |
| 14 | أتلتيكو مدريد          | 1     | فان فينندال (1) |
| 14 | برشلونة                | 1     | ليكه مارتينس (1) |
| 14 | بايرن ميونخ            | 1     | ليوني ماير (1) |
| 14 | يوفنتوس                | 1     | بونانسي (1) |
| 14 | لينكوبينجز             | 1     | نيللا فيتشر (1) |
| 14 | مانشستر يونايتد        | 1     | توبين هيث (1) |
| 14 | أوكاياما يونغ بيلا     | 1     | أيا مياما (1) |
| 14 | بورتلاند ثورنز         | 1     | توبين هيث (1) |
| 14 | واشنطن سبيريت          | 1     | روز لافيل (1) |
| 14 | وست فرجينيا ماونتينيرز | 1     | بوكانان (1) |

#### حسب البلد
| #  | البلد                                     | العدد | اللاعبين |
| -- | ----------------------------------------- | ----- | --- |
| 1  | منتخب الولايات المتحدة لكرة القدم للسيدات | 16    | أليكس مورغان (3), كارلي لويد (2), سولو (2), إرتز (2), ميغان رابينو (2), كلينجنبرج (1), آلي كرايغر (1), كيلي أوهارا (1), روز لافيل (1), توبين هيث (1) |
| 2  | منتخب فرنسا لكرة القدم للسيدات            | 11    | ويندي رينار (5), أوجين لي سومر (2), أماندين هنري (2), كاميل أبيلي (1), كسكارينو (1)                                                                  |
| 3  | منتخب ألمانيا لكرة القدم للسيدات          | 5     | دزينيفر ماروزسان (2), ليوني ماير (1), آنيا ميتاغ (1), سيليا شاشيتش (1)                                                                               |
| 4  | منتخب إنجلترا لكرة القدم للسيدات          | 4     | لوسي برونز (3), ميللي برايت (1) |
| 4  | منتخب السويد لكرة القدم للسيدات           | 4     | نيللا فيتشر (3), هيدفيج ليندال (1) |
| 6  | منتخب البرازيل لكرة القدم للسيدات         | 3     | مارتا (3) |
| 6  | منتخب هولندا لكرة القدم للسيدات           | 3     | ليكه مارتينس (1), فان فينندال (1), فيفيان ميديما (1)                                                                                                 |
| 8  | منتخب الدنمارك لكرة القدم للسيدات         | 2     | بيرنيل هاردا (2) |
| 8  | منتخب إسبانيا لكرة القدم للسيدات          | 2     | إيرين باريديس (1), بوكيتي (1) |
| 10 | منتخب كندا لكرة القدم للسيدات             | 1     | بوكانان (1) |
| 10 | منتخب تشيلي لكرة القدم للسيدات            | 1     | إندلر (1) |
| 10 | منتخب إيطاليا لكرة القدم للسيدات          | 1     | بونانسي (1) |
| 10 | منتخب اليابان لكرة القدم للسيدات          | 1     | أيا مياما (1) |
| 10 | منتخب النرويج لكرة القدم للسيدات          | 1     | آدا هيغربرغ (1) |

#### حسب القارات
| # | القارة          | العدد | الدول |
| - | --------------- | ----- | --- |
| 1 | أوروبا          | 33    | فرنسا (11)، ألمانيا (5)، إنجلترا (4)، السويد (4)، هولندا (3)، الدنمارك (2)، إسبانيا (2)، إيطاليا (1)، النرويج (1) |
| 2 | أمريكا الشمالية | 17    | الولايات المتحدة الأمريكية (16)، كندا (1)                                                                         |
| 3 | أمريكا الجنوبية | 4     | البرازيل (3), تشيلي (1)                                                                                           |
| 4 | آسيا            | 1     | اليابان (1) |

### جائزة فيفبرو لأفضل لاعب في العالم
- 2005:  رونالدينهو (برشلونة)
- 2006:  رونالدينهو (برشلونة)
- 2007:  ريكاردو كاكا (ميلان)
- 2008:  كريستيانو رونالدو (مانشستر يونايتد)
- قامت الفيفبرو بمنح الجائزة في الأعوام ما بين 2005-2008. في 2009، تم دمج الجائزة مع جائزة أفضل لاعب كرة قدم في العالم، والتي تغيرت في 2010 لجائزة كرة الفيفا الذهبية.

### جائزة فيفبرو لأفضل لاعب شاب في العالم
- 2004:  كريستيانو رونالدو (مانشستر يونايتد)
- 2005:  كريستيانو رونالدو (مانشستر يونايتد)
- 2006:  ليونيل ميسي (برشلونة)
- 2007:  ليونيل ميسي (برشلونة)
- 2008:  ليونيل ميسي (برشلونة)

## وصلات خارجية
- الموقع الرسمي